# Degradosoma
El degradosoma és un complex de proteïnes presents en la majoria dels bacteris que participen en el processament d'ARN ribosòmic i la degradació de l'ARN missatger. Conté les proteïnes ARN helicasa B, RNasa E i polinucleòtids fosforilasa.